# Widzew Łódź
Widzew Łódź je poljski nogometni klub iz Łódźa.

## Povijest
Klub je osnovan 1910. godine kao Towarzystwo Miłośników Rozwoju Fizycznego Widzew (Društvo ljubitelja fizičkog razvoja Widzew). Ime mu dolazi po imenu gradske četvrti Widzew, dok RTS označava Radnički sportski savez (na poljskom Robotnicze Towarzystwo Sportowe). Klub su osnovali poljski radnici i njemački industrijalci koji su bili zaposlenici tekstilne manufakture Widzew pod nazivom WIMA. U početku se klub zvao Društvo ljubitelja fizičkog razvoja Widzew (na poljskom: Towarzystwo Miłośników Rozwoju Fizycznego Widzew) jer je u to vrijeme Lodz bio pod vlašću ruskog cara i pridjev "radnici"" (na poljskom: Robotniczy) nije se mogao koristiti u ime kluba. Moto kluba su Zajedno Stvaramo Snagu (na poljskom Razem Tworzymy Siłę) i Uvijek u 12 (na poljskom Zawsze w 12) što bi trebalo sugerirati da su njegovi navijači dvanaesti igrač u momčadi. Klub svoje utakmice igra na svom stadionu koji se nalazi u Łódźu na adresi Marszałka Józefa Józefa Piłsudskiego Ave 138. 
Nakon prvog svjetskog rata Poljska je vratila neovisnost, a klub je ponovno aktiviran 1922. godine kao Robotnicze Towarzystwo Sportowe Widzew Łódź (Radničko sportsko udruženje Widzew Łódź). Widzew je osvojio četiri naslova prvaka poljske lige, 1981./82., 1982./83., 1996./97. i 1997./98., kao i Poljski kup 1985. Nakon što je osvojio zaostale naslove prvaka 1981./82. i 1982./83., Widzew je 14 godina kasnije vratio ligašku krunu nakon rekordne sezone još jednom. Tijekom uspješne sezone 1996./97., Widzew je primio samo 22 gola u 34 utakmice, što je najmanje od svih momčadi u ligi. Također su bili vješti u napadu, zabili su 84 gola i osigurali 88 bodova tijekom cijele kampanje. Djelomično zahvaljujući sjajnoj izvedbi svog vratara Andrzeja Woźniaka, momčad je ostala neporažena cijelu sezonu.
U osamdesetima u klubu igrao je nekoliko od najpoznatijih poljskih reprezentativaca, kao Włodzimierz Smolarek, Zbigniew Boniek, Józef Młynarczyk te Władysław Żmuda, koji su osvojili broncu na nogometnom svetskom prvenstvu 1982. godine.
Početkom sezone 2007./08., Widzew je kupio jedan od najbogatijih ljudi u Poljskoj, Sylwester Cacek. U siječnju 2008. godine, dok je igrao u drugoj ligi, Poljski nogometni savez presudio je da Widzew Łódź ispadne zbog njihove umiješanosti u korupcijski skandal. Međutim, Widzew je te godine postao prvak i dopušteno im je da ostane u drugoj ligi, koja je preimenovana u I liga prije početka sezone 2008./09. Unatoč oduzimanju šest bodova kao penal, Widzew je još jednom uspio postati prvak, te je konačno promoviran u Ekstraklasu. Ukupno je Widzew odigrao 35 sezona na najvišoj razini prije nego što je ispao na kraju sezone 2013./14. Zbog financijskih problema Widzew je završio posljednji na kraju sezone 2014./15. Nakon toga, klub kojim je vladao Sylwester Cacek bankrotirao je.
Lokalni poduzetnici Marcin Ferdzyn i Grzegorz Waranecki odlučili su preuzeti amaterski status nove udruge pod nazivom Stowarzyszenie Reaktywacja Tradycji Sportowych Widzew Łódź (Udruga reaktivacije sportskih tradicija Widzewa Łódźa), koja nastavlja tradiciju starog RTS Widzew Łódź. Nova udruga registrirana je na poljskom sudu 2. srpnja 2015. godine, a u roku od nekoliko tjedana od ljeta 2015. uspjeli su angažirati novog trenera Witolda Obareka i sastaviti novi popis igrača, koji je sezonu 2015./16. započeo u petom razredu poljskog nogometa. U svojoj prvoj sezoni u IV ligi, Widzew je osvojio promociju. U sezoni 2016./17., Widzew je osvojio treće mjesto u III ligi, iza Drwęce Nowe Miasto Lubawskie i ŁKS Łódź, ali sljedeća sezona donijela je promociju u II ligu. U sezoni 2018./19. završili su na petom mjestu s 55 bodova. U sezoni 2021./22., Widzew je završio na 2. mjestu, s bodom više od Arke Gdynije, i vratio se u Ekstraklasu prvi put nakon sezone 2013./14.

## Uspjesi
- Ekstraklasa
  - prvak (4): 1981., 1982., 1996., 1997.
  - drugoplasirani (7): 1977., 1979., 1980., 1983., 1984., 1995., 1999.
- druga liga
  - prvak (3): 2006., 2009., 2010.
- Kup Poljske
  - prvak (1): 1985.
- Superkup Poljske 
  - prvak (1): 1996.
  - finalist (1): 1997.
- Ekstraklasa kup:
  - finalist (1): 1977.

## Europska natjecanja
RTS Widzew je igrao 117 utakmica u europskim kupova, od kojih su 42 pobijedili, 18 neriješenih i 39 izgubilli. Postigli su 120 golova i 126 primili. Najveći uspjeh kluba je polufinale Kupa prvaka 1983. godine.

## Vanjske poveznice
- Widzew Łódź - Službena stranica